# Diplophos
Genre
Diplophos est un genre de poissons de l'infra-classe des téléostéens (Teleostei).

## Liste d'espèces
Selon ITIS :
- Diplophos australis Ozawa, Oda & Ida, 1990
- Diplophos orientalis Matsubara, 1940
- Diplophos pacificus Günther, 1889
- Diplophos proximus Parr, 1931
- Diplophos rebainsi Krefft & Parin, 1972
- Diplophos taenia Günther, 1873